# Petöfi '73
Petőfi '73 è un film del 1973 scritto e diretto da Ferenc Kardos.

## Trama
Un gruppo di liceali ungheresi mette in scena alcuni episodi della vita del poeta Sándor Petőfi in occasione del 150º anniversario della morte. La rappresentazione, una sorta di happening in abiti moderni, si intreccia con la vita personale dei ragazzi, dando spunto a una dialettica che porta allo scoperto temi politici del passato e del presente.

## Produzione
Il film fu prodotto dalla Budapest Játékfilmstúdió. Con tre attori e seicento studenti liceali, il regista mise in scena una sorta di happening per ricordare la figura del poeta ungherese, morto a soli 26 anni il 31 luglio 1849.

## Distribuzione
Distribuito dalla Mokép, uscì nelle sale cinematografiche ungheresi l'11 gennaio 1973. Nel maggio 1973, è stato presentato in concorso al 26º Festival di Cannes. In Italia, il film fu distribuito nel 1975 dall'Italnoleggio (visto 67122 in data 11 settembre).